# Гайлявичюс, Альфонсас Антонович
Альфонсас Антонович Гайлявичюс — советский хозяйственный, государственный и политический деятель.

## Биография
Родился в 1910 году в Риге. Член КПСС с года.
С 1929 года — на хозяйственной, общественной и политической работе. В 1929—1968 гг. — подпольный комсомольский и партийный работник в Литве, арестован, освобожден, начальник III-го специального отдела НКВД Литовской ССР, участник Великой Отечественной войны, начальник специальной группы на территории Литовской ССР, уполномоченный Совета по делам религиозных культов при СМ СССР по Литовской ССР, заместитель министра государственной безопасности Литовской ССР по кадрам, заместитель министра внутренних дел Литовской ССР, секретарь ЦК КП Литвы, министр внутренних дел Литовской ССР, министр охраны общественного порядка Литовской ССР.
Избирался депутатом Верховного Совета Литовской ССР 4-7-го созывов.
Умер в Вильнюсе в 1998 году.